# Max Mörck

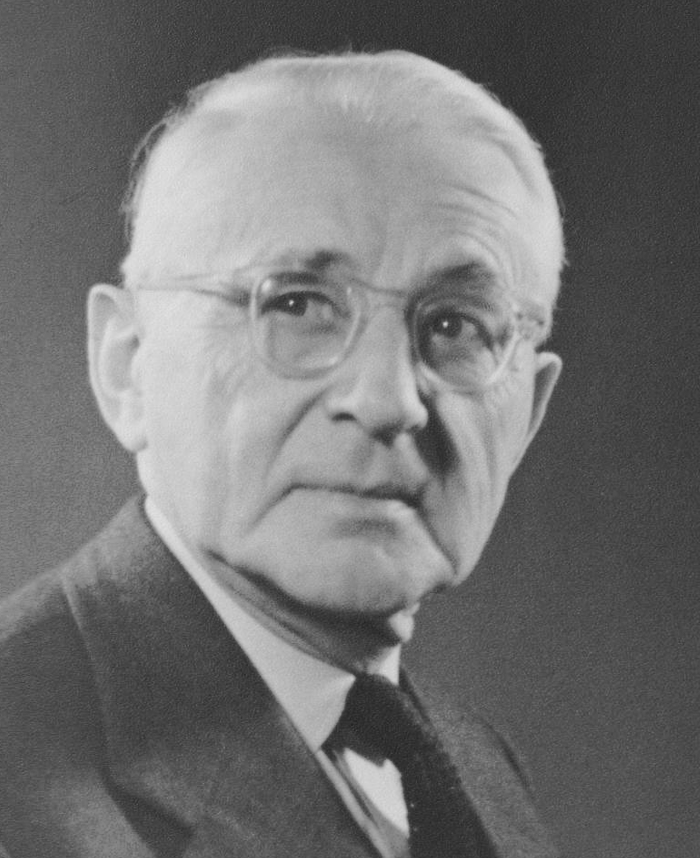
Max Mörck (um 1950)

Max Mörck (* 24. Januar 1883 in Flensburg; † 7. August 1959) war ein in Hamburg aktiver Reeder, Unternehmer und nach 1945 der erste Präses der Handelskammer Hamburg.

## Leben und Wirken
Geboren wurde Max Mörck in Flensburg als Sohn von acht Kindern des Reeders Hans Jürgensen Mörck und dessen Frau Catharina Dorothea, geb. Knutzen. Die mütterlichen Vorfahren waren „seit Jahrhunderten bäuerlicher Herkunft“. Nach dem Abschluss der Oberrealschule in Flensburg im Jahr 1900 absolvierte er eine vierjährige Ausbildung in einer Flensburger Reederei. Danach folgten Tätigkeiten in Schottland und Antwerpen bei verschiedenen Schifffahrtsfirmen.
1908 heuerte er bei der Hamburger Bugsier- und Bergungs-AG an, erhielt bereits ein Jahr später mit 27 Jahren die Prokura und wurde 1909 in den Vorstand berufen. Später hatte er dort einen Aktienminderanteil von 27 %.
Als Mörck aus der Bugsier austrat, gründete er am 16. Juni 1926 seine eigene Firma Max Mörck – Reeder und Makler. Dazu erwarb er von der englische Reederei Furneh, Withy & Co. die beiden 1923 gebauten Kohlendampfer Throckey und Eldon, mit jeweils knapp unter 2900 Bruttoregistertonnen.
Schon bevor er sich selbständig machte, trat Mörck ab 1920 in mehrere Aufsichtsräte ein und erwarb später ab 1928 weitere Firmen und Firmenbeteilgungen: Bereits Ende 1920 wurde er in den Aufsichtsrat der Vereinigte Elbe- und Norderwerft AG (Hamburg) gewählt, der späteren Norderwerft. Ab 1923 saß er im Aufsichtsrat der Ottensener Eisenwerke. Seit 1927 bekleidete er einen Vorstandsposten der neugegründeten Deutschen Tankreederei AG (Hamburg), die er 1929 über seine Reederei mit einem Kapital von 500.000 RM an die Hamburg-Amerikanische Packetfahrt-Actien-Gesellschaft (Hapag) übertrug. Auch war er Vorstand der von ihm 1929 gegründeten Continent Reederei AG, Hamburg und im Aufsichtsrat der Deutschen Kap-Asbest-Werke AG (Bergedorf). Mindestens seit 1922 stellte er eine Führungspersönlichkeit der Eisenwerk (vorm. Nagel & Kaemp) AG, Hamburg (Kampnagel AG) dar, bekleidete dort bis 1934 die Positionen des Vorsitzenden des Aufsichtsrates, von 1934 bis 1937 des Vorstandsvorsitzenden und seit 1958 wieder des Aufsichtsratsvorsitzenden. 1928 wurde er Alleininhaber der von ihm im Jahre bereits 1924 mitbegründeten Deutsche Schiffsausrüstung AG (Kiel-Holtenau). 1934 erwarb er persönlich die Firmen Schärffe & Co (Lübeck), und Franz Schärffe, Eisen- und Metallgießerei (Bad Oldesloe) und gliederte diese später in den Rüstungsbetrieb Kampnagel AG ein. Ebenfalls wurde Mörck persönlich haftender Gesellschafter der Friedrich Kehrhahn, eines Hamburger Produzenten von Aufzügen und Paternosteraufzügen (heute TK Elevator) und gliederte das Unternehmen 1944 Kampnagel an. Ab 1954 besaß er als Hauptgesellschafter eine Beteiligung an der Werft Nobiskrug in Rendsburg mit etwa 1500 Beschäftigten.

## Präses der Handelskammer Hamburg und Wüdigungen
Max Mörck war seit 1928 Mitglied der Handelskammer Hamburg und wurde nach der Zeit des Nationalsozialismus am 20. Juni 1945 (als Nachfolger seines Kampnagel-Aufsichtsratskollegen Joachim de la Camp) zum ersten Präses der nach demokratischen Prinzipien wieder aufzubauenden Handelskammer gewählt, jedoch bereits am 17. November 1945 auf Weisung der Militärregierung von Bürgermeister Rudolf Petersen wieder entlassen. Sein Nachfolger wurde Johann Jacob Paul Wirtz. Zum politischen Hintergrund der Entlassung erwähnt der Historiker und wissenschaftlicher Mitarbeiter der Forschungsstelle für Zeitgeschichte in Hamburg Sebastian Justke, dass Mörck zwar kein NSDAP-Mitglied, jedoch Wehrwirtschaftsführer und Förderndes Mitglied der SS gewesen sei.
Davon ungeachtet blieb Mörck eine gesellschaftlich hoch geachtete Persönlichkeit, der Ehrenämter bekleidete, 1956/57 den renommierten Übersee-Club präsidierte und 1958 zum 75. Geburtstag das Große Bundesverdienstkreuz verliehen bekam.

## Mitgliedschaften und Ehrenämter
- Mitglied des Verwaltungsrates des Vereins Hamburger Reeder.[21]
- Vorsitz im Ehrengericht der Hamburger Börse[21]
- Stellvertretender Vorsitzender des Börsenzulassungsausschusses[21]
- Präsident vom Übersee-Club in den Jahren 1956 und 1957[27], dem er bereits 1952 und 1953 als einer der fünf Vizepräsidenten vor saß. Auch gehörte er am 18. Juni 1948 – dem Tag der Währungsreform 1948 (Westdeutschland) – zu dem Kreis der 16 Personen, die das Gründungsdokument von Der Übersee-Club e.V. – Gesellschaft für Weltwirtschaftbei der Gründungsversammlung im Phönixsaal des Hamburger Rathauses unterzeichnete.[28]
- Vorstandsmitglied des Ibero-Amerikanischen Vereins Hamburg-Bremen und der Deutschen Ibero-Amerika-Stiftung[19]

## Privates
Max Mörck heiratete am 4. Dezember 1909 in Flensburg Fanny Elisabeth Clason († 1926). Das Paar hatte einen 1912 geborenen Sohn Hans Jürgensen, der 1942 als Obergefreiter im Zweiten Weltkrieg fiel und die Tochter Dorothea, verheiratete Stockfleth-Mörck. 1944 heirate er in zweiter Ehe seine langjährige Mitarbeiterin Emmi Bellert.

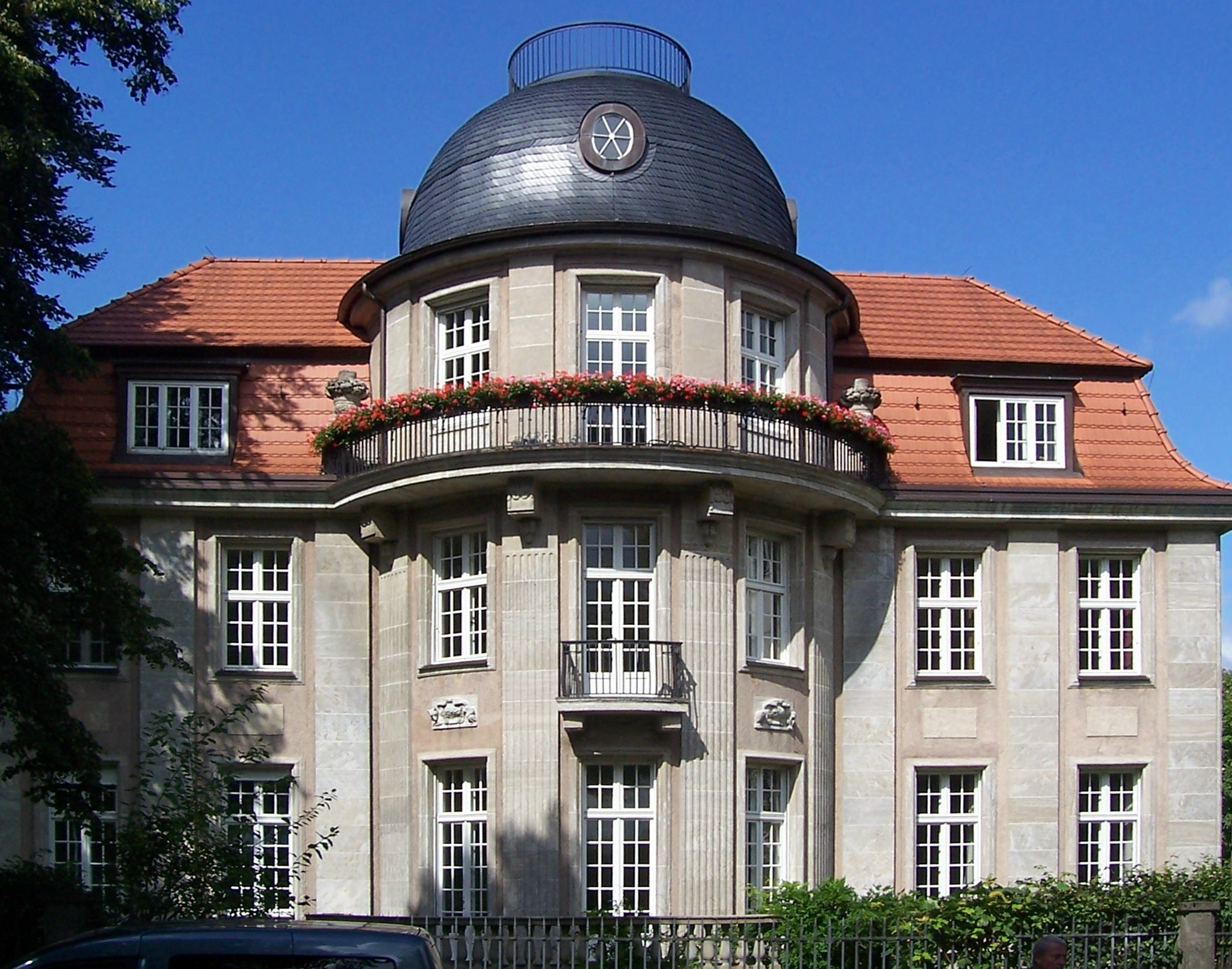
Villa Troplowitz an der Außenalster, Wohnhaus der Familie von Max Mörck in den 1940er Jahren (2010)

Zumindest in den 1940er-Jahren war Mörck gemeldet mit der Wohnadresse Agnesstraße 1 in der 1908–1909 nach Plänen von William Müller für den Unternehmer Oscar Troplowitz gebauten Villa am Kopf der Außenalster. Zuletzt wohnte er in Hamburg-Harvestehude am Nonnenstieg. Auf Westerland (Sylt) besaß er ein Ferienhaus. Bereits 1933 erwarb Mörck den ostholsteinischen Landsitz Trollholm am Dieksee wo er eine Landwirtschaft betrieb, wochenends Gastgeber war und sich in seiner Freizeit als Kunstmaler betätigte. In der Nähe stiftete er in Niederkleveez eine kleine Kirche.
Mörck starb überraschend im Alter von 76 Jahren am 7. August 1959. Die Trauerfeier fand am 12. August 1959 im Krematorium des Friedhofs Ohlsdorf statt. Die Gottesdienstexte des aus Niederkleveez nach Hamburg angereisten Pastors und die Gedenkansprachen der Geschäftspartner wurden als wertvoll gedrucktes Büchlein in der Nachfolge barocker Leichenpredigten veröffentlicht.